# Les yeux au ciel
Les yeux au ciel è un singolo della cantante canadese Céline Dion, quarto estratto dall'album Encore un soir per il mercato francese e pubblicato il 14 aprile 2017 dall'etichetta Columbia Records.

## La canzone
La canzone, in stile pop francese, è stata scritta da Grand Corps Malade, Manon Romiti, Silvio Lisbonne, Florent Mothe. È stata estratta come singolo in Canada nel giugno 2017.

## Tracce
Download digitale
1. Les yeux au ciel – 2:57 (testo: Grand Corps Malade, Manon Romiti, Silvio Lisbonne, Florent Mothe)